# まんがパレード
『まんがパレード』は、1974年4月1日から1979年3月30日まで日本テレビが編成していたテレビアニメ再放送枠である。

## 概要
それまで月曜 - 金曜朝の時間帯に設けられていた海外アニメの再放送枠『おーい!まんがだヨー』が20分繰り上げられ、同時に国産アニメと特撮ドラマの再放送枠へと変更されたのに伴い、それに代わる海外アニメの再放送枠として編成された。放送作品はハンナ・バーベラ・プロダクション制作作品が多かった。
その後、『おーい!まんがだヨー』が1977年4月に25分繰り下げられるのに伴い、当時『まんがジャンボリー』と『子供映画劇場』が編成されていた月曜 - 土曜夕方枠へ移動した。また、この頃から国産アニメの再放送も行うようになった。

## 編成時間
いずれも日本標準時。
- 月曜 - 金曜 08時30分 - 08時45分（1974年4月1日 - 1977年4月1日）
- 月曜 - 土曜 17時15分 - 17時30分（1977年4月4日 - 1977年10月1日）
- 月曜 - 金曜 17時15分 - 17時30分（1977年10月3日 - 1979年3月30日）

## 放送作品一覧
- チキチキマシン猛レース
- 幽霊城のドボチョン一家
- 逃げろや逃げろ大レース
- スカイキッドブラック魔王
- 宇宙わんぱく隊
- 怪獣王ターガン
- マンガ大冒険 アラビアンナイト（英語版）
- 大魔王シャザーン
- ヘッケルとジャッケル
- マイティマウス
- まんがだョ全員集合 - 詳細不明。
- わんわん保安官
- ポパイ
- ガラクタおばけ一家 - 詳細不明。
- 宇宙超人スーパーヒーロー - 後年東京12チャンネル（現：テレビ東京）で『まんがスーパー大集合』として放送。
- シンドバッドの冒険
- それ行け!わんニャン
- ウッドペッカー
- 魔法のマコちゃん
- さるとびエッちゃん
- もーれつア太郎（第1作） - カラー化されている第78話以降の回のみを放送。

## 備考
1977年4月1日以前
8:00から『読売新聞ニュース』が放送される新聞休刊日には、『おーい!まんがだヨー』が15分繰り下げられる影響で休止になることがあった。
1977年4月4日以降
春と秋の改編期には、番宣番組『うわさのテレビ』編成の影響で休止になることがあった。